# Mouscron
Mouscron (nld. Moeskroen, pcd. Moucron) – miasto w Belgii, w Regionie Walońskim, w prowincji Hainaut, w okręgu Tournai-Mouscron. 1 stycznia 2024 r. liczyło 59 987 mieszkańców. Powierzchnia miasta wynosi 40,62 km², a jego gęstość zaludnienia wynosi 1477 osób/km². W związku z tym, że większość mieszkańców miasta była niderlandzkojęzyczna, miasto do 1963 r. należało do Regionu Flamandzkiego i prowincji Flandria Zachodnia.
Mouscron graniczy z Francją, leży zaledwie 10 km od Lille, z którym tworzy (wraz z Kortrijk) ponadmilionową aglomerację. Istnieją plany połączenia tych miast linią metra.
Przez wiele stuleci miasto było centrum flamandzkiego przemysłu tekstylnego.

## Podział administracyjny
W skład miasta wchodzą trzy dzielnice (section):
- Dottignies (Dottenijs)
- Herseaux (Herzeeuw)
- Luingne (Lowingen)

## Współpraca
Miejscowości partnerskie:
- Barry, Wielka Brytania
- Fécamp, Francja
- Liévin, francja
- Rheinfelden (Baden), Niemcy
- Tourcoing, Francja